# 第三次段祺瑞內閣

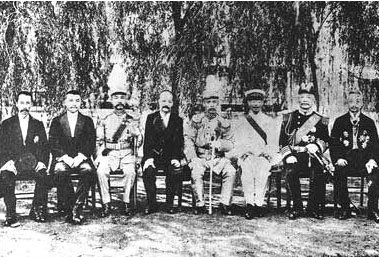
1918年第三次段祺瑞內閣合影。右起：曹汝霖（交通兼财政总长）、刘冠雄（海军总长）、陆徵祥（外交总长）、段祺瑞（国务总理）、钱能训（内务总长）、段芝贵（陆军总长）、朱深（司法总长）、傅增湘（教育总长）。

第三次段祺瑞內閣是段祺瑞在短暫下台4個月之後再一次組成的內閣，成立於民國7年（1918年）3月23日，於同年10月10日結束。
王士珍內閣得不到北洋系的支持，馮國璋也在第二次府院之爭中最終失利。1918年3月19日，曹錕、張懷芝、張作霖、倪嗣沖、王占元、李純、齊耀琳、陳光遠、戚揚、閻錫山等近30名督軍聯名致電威脅馮國璋，馮被迫同意再次邀請段祺瑞出任國務總理。
此屆段祺瑞內閣，除財政、司法總長兩職之外，基本沿用王士珍內閣的閣員。
段祺瑞內閣此次執政的政策延續其第二次內閣時期的對南主動作戰的政策，段祺瑞親自到漢口、九江、南京、濟南等地督戰和疏通人事，以及激勵軍隊前方將士的士氣，但是戰事卻還是不如想象中的順利。
由於馮國璋代理大總統到1918年10月就屆滿，馮國璋公開發表聲明稱不棧戀總統職位。9月，大總統選舉舉行，安福國會選舉出徐世昌為總統。徐世昌倡議和平，使段祺瑞不得不和馮國璋約定同時下野。10月10日，总统徐世昌准段祺瑞免職，由錢能訓暫行兼代。
第二次段祺瑞内阁中的梁启超、汤化龙、林长民三位“研究系”的总长没有进入本届内阁。皖系利用研究系之后将其抛弃。

## 內閣成員
| 職位     | 姓名   | 備注 |
| -------- | ------ | ---- |
| 國務總理 | 段祺瑞 |      |
| 外交總長 | 陸徵祥 |      |
| 內務總長 | 錢能訓 |      |
| 陸軍總長 | 段芝貴 |      |
| 海軍總長 | 劉冠雄 |      |
| 財政總長 | 曹汝霖 | 兼任 |
| 交通總長 | 曹汝霖 |      |
| 教育總長 | 傅增湘 |      |
| 司法總長 | 朱深   |      |
| 農商總長 | 田文烈 |      |